# Малинівська сільська рада (Ріпкинський район)
Мали́нівська сільська́ ра́да — адміністративно-територіальна одиниця та орган місцевого самоврядування в Ріпкинському районі Чернігівської області. Адміністративний центр — село Малинівка.

## Загальні відомості
Малинівська сільська рада утворена у 1990 році.
- Територія ради: 24,725 км²
- Населення ради: 646 осіб (станом на 2001 рік)

## Населені пункти
Сільській раді підпорядковані населені пункти:
- с. Малинівка
- с. Голубівка
- с. Довгуни
- с. Коробки
- с. Маньки
- с. Пищики

## Склад ради
Рада складалася з 12 депутатів та голови.
- Голова ради: Голобурда Ніна Іванівна
- Секретар ради: Анісовець Валентина Іванівна

### Керівний склад попередніх скликань
| Прізвище, ім'я, по батькові | Основні відомості                                                         | Дата обрання | Дата звільнення |
| --------------------------- | ------------------------------------------------------------------------- | ------------ | --------------- |
| Голобурда Ніна Іванівна     | Сільський голова, 1958 року народження, освіта вища, член Народної партії | 26.03.2006   | 31.10.2010      |
| Голобурда Ніна Іванівна     | Сільський голова, 1958 року народження, освіта вища, позапартійна         | 31.10.2010   |                 |

Примітка: таблиця складена за даними сайту Верховної Ради України

### Депутати
За результатами місцевих виборів 2010 року депутатами ради стали:

#### За суб'єктами висування
| Суб'єкт висування                 | Кількість обраних депутатів | %   |
| --------------------------------- | --------------------------- | --- |
| Партія регіонів                   | 9                           | 75  |
| Народна партія                    | 1                           | 8,3 |
| Політична партія «Сильна Україна» | 1                           | 8,3 |
| Самовисування                     | 1                           | 8,3 |

#### За округами
| № округу                          | Прізвище, ім'я, по батькові    | Дата визнання обраним | Освіта  | Партійна приналежність                  | Відомості про обраного депутата                            |
| --------------------------------- | ------------------------------ | --------------------- | ------- | --------------------------------------- | ---------------------------------------------------------- |
| Народна Партія                    |                                |                       |         |                                         |                                                            |
| 12                                | Коробок Віра Сергіївна         | 01.11.2010            | середня | позапартійна                            | приватний підприємець                                      |
| Партія регіонів                   |                                |                       |         |                                         |                                                            |
| 1                                 | Анісовець Валентина Іванівна   | 01.11.2010            | середня | член Партії регіонів                    | Малинівська сільська рада, секретар                        |
| 2                                 | Слободська Алла Іванівна       | 01.11.2010            | вища    | член Партії регіонів                    | Малинівська сільська рада, бухгалтер                       |
| 3                                 | Руцька Олена Володимирівна     | 01.11.2010            | середня | член Партії регіонів                    | загальноосвітня школа с. Малинівка, технічна прибиральниця |
| 4                                 | Бабич Володимир Миколайович    | 01.11.2010            | середня | член Партії регіонів                    | ТОВ «Придніпров'є», тваринник                              |
| 6                                 | Гацури Тетяна Василівна        | 01.11.2010            | середня | член Партії регіонів                    | відділення зв'язку с. Малинівка, листоноша                 |
| 7                                 | Тарасенко Оксана Вікторівна    | 01.11.2010            | середня | член Партії регіонів                    | ПП «Луч», бухгалтер                                        |
| 8                                 | Кордик Юлія Михайлівна         | 01.11.2010            | середня | член Партії регіонів                    | ТОВ «Придніпров'є», секретар                               |
| 9                                 | Бабич Євген Володимирович      | 01.11.2010            | середня | член Партії регіонів                    | ВАТ «Чернігівгаз», майстер                                 |
| 11                                | Бурдученко Валентина Василівна | 01.11.2010            | середня | член Партії регіонів                    | приватний підприємець                                      |
| Політична партія «Сильна Україна» |                                |                       |         |                                         |                                                            |
| 10                                | Тарасенко Катерина Михайлівна  | 01.11.2010            | середня | член Політичної партії «Сильна Україна» | ТОВ «Придніпров'є», тваринник                              |
| Самовисування                     |                                |                       |         |                                         |                                                            |
| 5                                 | Мозговенко Валерій Іванович    | 01.11.2010            | середня | позапартійний                           | пенсіонер                                                  |